# Balázs
Balázs [ˈbɒlaːʒ] ist ein ungarischer männlicher Vorname und Familienname. Seine deutsche Entsprechung ist Blasius. Insbesondere außerhalb des ungarischen Sprachraums kommt, vor allem beim Familiennamen, vereinzelt auch die Schreibweise Balazs vor.

## Namensträger

### Vorname
- Balázs Ander (* 1976), ungarischer Politiker
- Balázs Bábel (* 1950), ungarischer Geistlicher, Erzbischof von Kalocsa-Kecskemét
- Balázs Bácskai (* 1988), ungarischer Boxer
- Balázs Baji (* 1989), ungarischer Hürdenläufer
- Balázs Balázs (* 1942), ungarischer Bildhauer und Hochschullehrer
- Balázs Berke (* 1984), ungarischer Fußballschiedsrichter
- Balázs Berkes (* 1937), ungarischer Kontrabassist, Jazzmusiker und Hochschullehrer
- Balázs Borbély (* 1979), ungarisch-slowakischer Fußballspieler
- Balázs Déri (* 1954), ungarischer Dichter, Philologe und Hochschullehrer
- Balázs Dzsudzsák (* 1986), ungarischer Fußballspieler
- Balázs Ekker (* 1977), ungarischer Tänzer
- Balázs Erdélyi (* 1990), ungarischer Wasserballspieler
- Balázs Farkas (* 1997), ungarischer Squashspieler
- Balázs Gajdó (* 1998), rumänischer Eishockeyspieler
- Balázs Gond (* 1987), ungarischer Biathlet
- Balázs Gőz (* 1992), ungarischer Eishockeyspieler
- Balázs Hárai (* 1987), ungarischer Wasserballspieler
- Balázs Hidvéghi (* 1970), ungarischer Politiker
- Balázs Hoksary (1902–1988), rumänischer Fußballspieler und -trainer
- Balázs Horváth (1942–2006), ungarischer Politiker
- Balázs Kangyal (* 1969), ungarischer Eishockeyspieler
- Balázs Kiss (* 1972), ungarischer Hammerwerfer
- Balázs Kiss (* 1983), ungarischer Ringer
- Balázs Ladányi (* 1976), ungarischer Eishockeyspieler
- Balázs Laluska (* 1981), ungarischer Handballspieler
- Balázs Lengyel (1918–2007), ungarischer Schriftsteller
- Balázs Magyar († 1490), ungarischer Feldherr
- Balázs Magyar (1934–2006), ungarisch-schweizerischer Chemiker
- Balázs Máté (* 1965), ungarischer Cellist und Pädagoge
- Balázs Megyeri (* 1990), ungarischer Fußballtorwart
- Balázs Mikó (* 1980), ungarischer Poolbillardspieler
- Balázs Németh (1931–2018), österreichischer Pfarrer
- Balázs Pándi (* 1983), ungarischer Schlagzeuger
- Balázs Péter (* 1996), rumänischer Eishockeyspieler
- Balázs Sebők (* 1994), ungarischer Eishockeyspieler
- Balázs Szabó (* 1985), ungarischer Organist und Orgelsachverständiger
- Balázs Szegedy, ungarischer Mathematiker
- Balázs Sziva (* 1977), ungarischer Musiker
- Balázs Szobi (1973–2010), ungarischer Motorsportler und Rennfahrer
- Balázs Szokolay (* 1961), ungarischer Pianist
- Balázs Taróczy (* 1954), ungarischer Tennisspieler
- Balázs Tóth (* 1997), ungarischer Fußballspieler
- Balázs Tóth (* 2004), ungarischer Fußballspieler
- Balázs Tóth (* 2000), ungarischer Leichtathlet
- Balázs Vindics (* 1994), ungarischer Leichtathlet

### Familienname
- Alexander Balázs (1890–1932), ungarischer Porträtfotograf in Berlin
- Andrei Balazs (* 1986), rumänischer Skispringer
- Attila Balázs (* 1988), ungarischer Tennisspieler
- Balázs Balázs (* 1942), ungarischer Bildhauer und Lehrer für Kunst und Kunstgeschichte
- Béla Balázs (1884–1949), ungarischer Filmkritiker, Ästhetiker, Schriftsteller und Dichter
- Bernadett Balázs (* 1975), ungarische Turnerin
- David Balázs (* 1974), tschechischer Eishockeyspieler
- Elemér Balázs (* 1967), ungarischer Jazzmusiker
- Endre Balazs (1920–2015), US-amerikanischer Biochemiker
- Erzsébet Balázs (1920–2014), ungarische Turnerin
- Étienne Balázs (1905–1963), ungarischer Sinologe
- Éva Balázs (Skilangläuferin) (1942–1992), ungarische Skilangläuferin
- Éva Balázs (Schauspielerin) (* 1950), ungarische Schauspielerin und Theaterdozentin rumänischer Herkunft
- Éva H. Balázs (1915–2006), ungarische Historikerin
- György Balázs (* 1985), ungarischer Tennisspieler
- Harold Balazs (1928–2017), US-amerikanischer Bildhauer und Künstler
- István Balázs (* 1952), ungarischer Bogenschütze
- József Balázs (* 1978), ungarischer Jazzmusiker
- Nandor Balazs (1926–2003), US-amerikanischer Physiker
- Péter Balázs (* 1941), ungarischer Politiker
- Peter Balazs (Mathematiker) (* 1970), österreichischer Mathematiker
- Péter Balázs (Kanute), ungarischer Kanute
- Zolt Balazs (* 1963), rumänischer Skirennläufer